# استیون نایت
استیون نایت (انگلیسی: Stephen Knight؛ زاده ۲۶ سپتامبر ۱۹۵۱ - درگذشته ۲۵ ژوئیه ۱۹۸۵) نویسنده بریتانیایی بود. عمده شهرت وی به دلیل نگارش دو کتاب پرفروش جک قاتل: راه حل نهایی (به انگلیسی: Jack the Ripper: The Final Solution) (۱۹۷۶) و کتاب برادری (به انگلیسی: The Brotherhood) در سال ۱۹۸۴ بود.
نایت در کتاب جک قاتل: راه حل نهایی، بیان نمود که قتل‌های رخ داده توسط جک قاتل بخشی از توطئه فراماسون‌ها و خانواده سلطنتی بریتانیا است. این ادعا هرگز توسط هیچ تاریخ‌نگاری تأیید نشد اما کتاب از محبوبیت زیادی برخوردار شد. در سال ۱۹۷۹ (سه سال پس از نگارش کتاب) فیلمی با اقتباس از همین کتاب با نام فرمان قتل به کارگردانی باب کلارک و همچنین رمانی مصور از آلن مور ساخته شد.
استیون نایت در کتاب برادری به نحوه ورود فراماسونری به بریتانیا اشاره و به نقد آن پرداخت.
استیون نایت کتاب‌های دیگری نیز در نقد فراماسونری نوشته بود. وی پیرو آیین اشو بود. این نویسنده بریتانیایی در بیشتر دوران زندگی خود از بیماری صرع رنج می‌برد. مرگ وی در ابهام قرار دارد.